# Dłoń (wieś w województwie wielkopolskim)
Dłoń – wieś w Polsce, położona w województwie wielkopolskim, w powiecie rawickim, w gminie Miejska Górka.

## Demografia
31 grudnia 2019 r. wieś miała 618 mieszkańców.

## Historia
Wieś szlachecka Dłonia położona była w 1581 roku w powiecie kościańskim województwa poznańskiego.
W okresie Wielkiego Księstwa Poznańskiego (1815-1848) miejscowość wzmiankowana jako Dłonie należała do wsi większych w ówczesnym pruskim powiecie Kröben (krobskim) w rejencji poznańskiej. Dłonie należały do okręgu jutroszyńskiego tego powiatu i stanowiły odrębny majątek, którego właścicielem był wówczas (1846) Erazm Stablewski. Według spisu urzędowego z 1837 roku Dłonie liczyły 310 mieszkańców, którzy zamieszkiwali 32 dymy (domostwa). W skład majątku Dłonie wchodziły także: Czeluścin, folwark Czeluścin, Kołaczkowice oraz Raszewy. W tym czasie właściciel wsi założył tu cukrownię według metody niemieckiego chemika Sebastiana Karla Schüzenbacha.
W latach 1954–1968 wieś należała i była siedzibą władz gromady Dłoń, po jej zniesieniu w gromadzie Miejska Górka. W latach 1975–1998 miejscowość administracyjnie należała do województwa leszczyńskiego.
Dawniej wieś zamieszkiwała grupa etnograficzna Dzierżaków.
Urodził się tutaj Zdzisław Durczewski,  polski archeolog, doktor historii Uniwersytetu Poznańskiego.